# 2009-es Nickelodeon Kids’ Choice Awards
Ez a huszonkettedik Nickelodeon Kids’ Choice Awards. amelyet 2009. március 28-án rendeztek Pauley Pavilion, Los Angeles, Kaliforniában.

## Fellépők
- Jonas Brothers - S.O.S. és Burnin' Up
- Pussycat Dolls - Jai Ho! (You Are My Destiny) és When I Grow Up

## Győztesek és jelöltek

### Kedvenc filmszínész
- Will Smith - Hancock
- Jim Carrey - Az igenember
- George Lopez - Gazdátlanul Mexikóban
- Adam Sandler - Esti mesék

### Kedvenc filmszínésznő
- Vanessa Hudgens - High School Musical 3. – Végzősök
- Jennifer Aniston - Marley meg én
- Anne Hathaway - Zsenikém – Az ügynök haláli
- Reese Witherspoon - Négy karácsony

### Kedvenc film
- High School Musical 3. – Végzősök
- Esti mesék
- A sötét lovag
- A Vasember

### Kedvenc animációs film
- Madagaszkár 2
- Volt
- Kung Fu Panda
- WALL·E

### Kedvenc hang egy animációs filmből
- Jack Black - Kung Fu Panda
- Jim Carrey - Horton
- Miley Cyrus - Volt
- Ben Stiller - Madagaszkár 2

### Kedvenc Tv színész
- Dylan Sprouse - Zack és Cody élete
- Jason Lee - A nevem Earl
- Cole Sprouse - Zack és Cody élete
- Billy Ray Cyrus - Hannah Montana

### Kedvenc Tv színésznő
- Selena Gomez - Varázslók a Waverly helyből
- Miranda Cosgrove - iCarly
- Miley Cyrus - Hannah Montana
- America Ferrera - Ki ez a lány?

### Kedvenc Tv show
- iCarly
- Hannah Montana
- Zoey 101
- Zack és Cody élete

### Kedvenc rajzfilm
- SpongyaBob Kockanadrág
- Phineas és Ferb
- Tündéri keresztszülők
- A Simpson család

### Kedvenc reality show
- American Idol
- Topmodell leszek!
- Are You Smarter than a 5th Grader?
- Deal or No Deal

### Kedvenc férfi sportoló
- Peyton Manning
- LeBron James
- Michael Phelps
- Tiger Woods

### Kedvenc női sportoló
- Candace Parker
- Danica Patrick
- Serena Williams
- Venus Williams

### Kedvenc együttes
- Jonas Brothers
- Daughtry
- Pussycat Dolls
- Linkin Park

### Kedvenc férfi énekes
- Jesse McCartney
- Kid Rock
- T-Pain

### Kedvenc női énekes
- Miley Cyrus
- Beyoncé Knowles
- Alicia Keys
- Rihanna

### Kedvenc dal
- Single Ladies (Put a Ring on It) - Beyoncé Knowles
- Don't Stop the Music - Rihanna
- I Kissed a Girl - Katy Perry

### Kedvenc videó játék
- Guitar Hero World Tour
- Mario Kart Wii
- Mario Super Sluggers
- Rock Band 2

### Kedvenc könyv
- Alkonyat-sorozat
- Egy ropi naplója
- Harry Potter
- Egy ropi csináld magad naplója

### Legjobb böfögés
- Rico
- Bessie Higgenbottom
- Spongyabob Kockanadrág
- Csillag Patrik
- Timmy Turner
- Pip, Otis és Pig

### Nagy zöld segítség dij
- Leonardo DiCaprio

## Nyálkás hírességek
- Jesse McCartney
- Hugh Jackman
- Sandra Bullock
- Dwayne Johnson
- Jonas Brothers

## Fordítás
- Ez a szócikk részben vagy egészben  a(z)   2009 Kids' Choice Awards című angol Wikipédia-szócikk ezen változatának fordításán alapul.  Az eredeti cikk szerkesztőit annak laptörténete sorolja fel. Ez a jelzés csupán a megfogalmazás eredetét és a szerzői jogokat jelzi, nem szolgál a cikkben szereplő információk forrásmegjelöléseként.